# 3B junior 原色図鑑
「3B junior 原色図鑑」（スリービージュニアげんしょくずかん）は、HUSTLE PRESSが発行する日本の月刊の小冊子シリーズである。芸能事務所スターダストプロモーション所属のアイドルグループ3B juniorのメンバーが毎回交代でピックアップされ、表紙を飾っている。

## 概要
3B juniorのメンバーが表紙となった初の定期刊行物であったが、3B juniorの活動停止に伴い、2018年11月で発行終了となる。
- 創刊号の表紙は愛来、最終号の表紙は華山志歩。
- 「3B junior」というタイトルが付いているものの、3B juniorからの「無期限武者修行」を宣言し、独立した活動を行っている「ロッカジャポニカ」および「はちみつロケット」のメンバーも掲載されている。[注 2]
- 一般書店には流通しておらず、HUSTLE PRESSのオンラインショップでのみ購入可能。ただし2016年の3Bjuniorのクリスマスにおいて、会場で手売り販売されたことがある。[注 3][1]
- 冊子本体は6P（三つ折りA4サイズ）のリーフレットで、付録として1冊につき2枚の生写真がランダムで封入されている。

### 生写真
生写真はステージ衣装やコスプレなど、毎回異なる衣装を纏ったメンバーが登場する。
1人のメンバーにつき、「A」（全身）、「B」（上半身）、「C」（バストアップ）、「D」（座り）の4パターンが存在するが、その回の表紙になったメンバーは、シークレットとして「Y」「Z」のSP2パターンの生写真も存在する。つまり「メンバーの人数」×4パターン＋「表紙メンバーの人数」×2パターンの生写真が毎回封入されている。
この生写真にはメンバーによる直筆サインがランダムで投入されている。サインの投入数は以下の通り。
- 2016 DECEMBERまでは各パターン5枚ずつ
- 2017 JANUARY以降は各パターン15枚ずつ

なお直筆サインの裏面には偽造防止のための「証明ホログラムシール」が貼られている。

### 発行一覧
| サブタイトル   | 発送開始日 | 表紙                | 衣装                     | メンバー数 | パターン数 | 備考 |
| -------------- | ---------- | ------------------- | ------------------------ | ---------- | ---------- | --- |
| 2016 OCTOBER   | 10月31日   | 愛来                | アイス衣装               | 26名       | 106種      | 創刊号                                                                                                  |
| 2016 NOVEMBER  | 11月21日   | 内藤るな            | ワンピース（白）         | 26名       | 106種      | |
| 2016 DECEMBER  | 12月19日   | 雨宮かのん          | サンタ（青）             | 26名       | 106種      | |
| 2017 JANUARY   | 1月19日    | 華山志歩            | 巫女                     | 26名       | 106種      | 直筆サインの投入数が3倍になる。                                                                         |
| 2017 FEBRUARY  | 2月22日    | 森青葉              | ユニット衣装             | 26名       | 106種      | |
| 2017 MARCH     | 3月15日    | 葉月智子            | ワンピース（青）         | 25名       | 102種      | この回よりうらんが活動休止のため不参加となる。                                                          |
| 2017 APRIL     | 4月14日    | 中村優 中原咲耶     | セーラー服（白・長袖）   | 20名       | 84種       | この回よりW表紙となる。 またこの回よりロッカジャポニカのメンバーが不参加となる。                        |
| 2017 MAY       | 5月15日    | 塚本颯来 大平ひかる | ブレザー（紺）           | 19名       | 80種       | |
| 2017 JUNE      | 6月15日    | 小島はな 市川優月   | ケープ衣装               | 19名       | 80種       | |
| 2017 JULY      | 7月14日    | 小田垣陽菜 澪風     | パジャマ                 | 18名       | 76種       | |
| 2017 AUGUST    | 8月15日    | 奥澤レイナ 播磨怜奈 | Tシャツ・ ショートパンツ | 18名       | 76種       | |
| 2017 SEPTEMBER | 9月15日    | 鈴木萌花 斎藤夏鈴   | アポロン衣装             | 18名       | 76種       | |
| 2017 OCTOBER   | 10月16日   | 栗本柚希 公野舞華   | 浴衣                     | 19名       | 80種       | |
| 2017 NOVEMBER  | 11月15日   | 葉月智子 森青葉     | ブレザー（グレー）       | 19名       | 80種       | 「3B juniorクイーン決定戦」開始                                                                         |
| 2017 DECEMBER  | 12月15日   | 雨宮かのん 播磨怜奈 | サンタ（緑）             | 19名       | 80種       | |
| 2018 JANUARY   | 1月15日    | 中村優 中原咲耶     | 犬                       | 19名       | 80種       | |
| 2018 FEBRUARY  | 2月15日    | 栗本柚希 塚本颯来   | 鬼                       | 19名       | 80種       | |
| 2018 MARCH     | 3月15日    | 愛来 市川優月       | セーラー服（紺・長袖）   | 19名       | 80種       | |
| 2018 APRIL     | 4月13日    | 内山あみ 奥澤レイナ | リクルートスーツ         | 23名       | 96種       | ロッカジャポニカのメンバーが復帰。                                                                      |
| 2018 MAY       | 5月15日    | 椎名るか 鈴木萌花   | サッカーユニフォーム     | 25名       | 104種      | |
| 2018 JUNE      | 6月15日    | 高井千帆 小田垣陽菜 | レインコート             | 25名       | 104種      | |
| 2018 JULY      | 7月15日    | 公野舞華 大平ひかる | 制服（半袖）             | 25名       | 104種      | |
| 2018 AUGUST    | 8月15日    | 澪風 永山真愛       | 浴衣                     | 25名       | 104種      | |
| 2018 SEPTEMBER | 9月15日    | 平瀬美里 斎藤夏鈴   | 登山ルック               | 25名       | 104種      | この回で平瀬美里が表紙を飾ったことにより、25名全員が表紙を飾ったことになる。 (活動休止中のうらんを除く) |
| 2018 OCTOBER   | 10月15日   | 内藤るな 小島はな   | ハロウィン衣装           | 24名       | 100種      | |
| 2018 NOVEMBER  | 11月15日   | 華山志歩            | セーター                 | 24名       | 100種      | 最終号                                                                                                  |